# Paranurenus latidens
Paranurenus latidens är en insektsart som beskrevs av Delong 1946. Paranurenus latidens ingår i släktet Paranurenus och familjen dvärgstritar. Inga underarter finns listade i Catalogue of Life.